# Clethra poilanei
Clethra poilanei är en tvåhjärtbladig växtart som beskrevs av François Gagnepain och Paul Louis Amans Dop. Clethra poilanei ingår i släktet Clethra och familjen Clethraceae. Inga underarter finns listade i Catalogue of Life.